# Långtjärnen (Lockne socken, Jämtland, 698113-145114)
Långtjärnen är en sjö i Östersunds kommun i Jämtland och ingår i Ljungans huvudavrinningsområde.